# 高松市立下笠居小学校
高松市立下笠居小学校（たかまつしりつ しもかさいしょうがっこう）は、香川県高松市生島町にある市立小学校。

## 概要
高松市の北西部、下笠居地区に位置する小学校である。

## 学校データ
- 児童数：327人（2011年度[1]）
- 児童愛称：下っ子

学校施設（2010年5月1日時点）
- 普通教室：15教室
- 特別教室：10教室
- 校舎面積：4294m2
- 体育館面積：878m2

服装規定
- 制服：あり（通年必用）
- 防寒着：不明

## 歴史

### 年表
- 1887年（明治20年）4月1日 - 中山尋常小学校として設立。
- 1901年（明治34年）5月1日 - 亀水分教場を設置。
- 1905年（明治38年）4月1日 - 高等科を設置。下笠居村立下笠居尋常高等小学校と改称。
- 1941年（昭和16年）4月1日 - 下笠居村立下笠居国民学校と改称。
- 1947年（昭和22年）4月1日 - 下笠居村立下笠居小学校と改称。
- 1950年（昭和25年）1月15日 - 青峯分校を設置。
- 1956年（昭和31年）9月30日 - 高松市立下笠居小学校と改称。
- 1961年（昭和36年）3月1日 - 亀水分校を廃止。
- 1962年（昭和37年）3月1日 - 青峯分校を廃止。
- 2004年（平成16年）4月1日 - 高松市立小中学校全校で3学期制を廃して2学期制を導入。
- 2013年（平成25年）4月1日 - 高松市立小中学校全校で3学期制に移行。

### 全校児童数の推移
下笠居小学校の児童数は年々減少している。
- 1999年度：461人
- 2000年度：442人（-19人）
- 2001年度：418人（-24人）
- 2002年度：411人（-7人）
- 2003年度：412人（+1人）
- 2004年度：389人（-23人）
- 2005年度：382人（-7人）
- 2006年度：359人（-23人）
- 2007年度：354人（-5人）
- 2008年度：348人（-6人）
- 2009年度：348人（0人）
- 2010年度：345人（-3人）
- 2011年度：327人（-18人）

## 教育目標
やる気と自信をもって チャレンジする子どもの育成
児童像
- 学ぶ子
- やさしく たくましい子
- 元気な子

## 通学区域
通学区域は高松市下笠居地区の全域並びに香西地区の一部。下笠居中学校の校区と同一である。
- 高松市
  - 中山町
  - 植松町
  - 生島町
  - 亀水町
  - 神在川窪町
  - 香西北町661番地1、662番地～724番地

## 進学先中学校
通常多くの中学校が複数の小学校区の集合体であるが、当地区の場合は小学校から中学校へそのままの持ち上がりである。
- 高松市立下笠居中学校

## 著名な出身者
- 南原清隆 - お笑いタレント（ウッチャンナンチャン ）

## 校区内の主な施設
- 香川県道16号高松王越坂出線バイパス（さぬき浜街道）
- 香川県道161号高松坂出線（さぬき浜街道）
- 香川県総合運動公園
  - 香川県営野球場 - 香川オリーブガイナーズ本拠地
  - サッカー・ラグビー場 - カマタマーレ讃岐本拠地
- 五色台
  - 四国八十八箇所霊場第八十二番札所根香寺
  - 五色台少年自然センター
  - 瀬戸内海歴史民俗資料館
- 高松市亀水運動センター

## 交通
- ことでんバス下笠居・香西線 下笠居支所前バス停より徒歩1分（0.1km）